# Nemoura securigera
Nemoura securigera is een steenvlieg uit de familie beeksteenvliegen (Nemouridae). De wetenschappelijke naam van de soort is voor het eerst geldig gepubliceerd in 1908 door Klapálek.